# 近藤真彦ライブ 07.12.26-08.02.14
『近藤真彦ライブ 07.12.26-08.02.14』は、近藤真彦のライブ・ビデオ。2008年7月19日にSony Recordsから発売。

## 概要
1年2か月ぶりのDVD作品である。
ジャニーズ事務所在籍時の近藤の最後の映像作品である。

## 収録内容

### DISC1

#### DINNER SHOW 2007 マッチとおやつ…
1. OPENING
2. 情熱☆熱風☽せれなーで
3. TALK 1
4. アンダルシアに憧れて
5. 夕焼けの歌
6. TALK 2
7. こんにちは赤ちゃん
8. TALK 3
9. 夏のエアメール
10. SUMMER IN TEARS
11. 挑戦者
12. TALK 4
13. イブの告白
14. TALK 5
15. スニーカーぶる～す
16. ハイティーン・ブギ
17. ミッドナイト・シャッフル
18. TALK 6
19. ギンギラギンにさりげなく

#### DINNER SHOW 2007 Matchy Talk & ☆☆☆
1. OPENING
2. 挑戦者
3. TALK 1
4. アンダルシアに憧れて
5. 夕焼けの歌
6. TALK 2
7. イブの告白
8. うそのない言葉
9. TALK 3
10. I LOVE YOU OK
11. TALK 4
12. 愚か者
13. TALK 5
14. 大将

### DISC2

#### ひとくぎりケジメLive!!
1. 目覚めろ!野性
2. スニーカーぶる～す
3. ヨコハマ・チーク
4. ブルージーンズメモリー
5. ギンギラギンにさりげなく
6. 情熱☆熱風☽せれなーで
7. ふられてBANZAI
8. ハイティーン・ブギ
9. ホレたぜ!乾杯
10. ミッドナイト・ステーション
11. 真夏の一秒
12. ためいきロ・カ・ビ・リー
13. ロイヤル・ストレート・フラッシュ
14. 一番野郎
15. ケジメなさい
16. 永遠に秘密さ
17. ヨイショッ!
18. 夢絆
19. 大将
20. 純情物語
21. 青春
22. Baby Rose
23. 愚か者
24. さすらい
25. 泣いてみりゃいいじゃん
26. Made in Japan
27. 夕焼けの歌
28. Just For You
29. いいかげん
30. アンダルシアに憧れて
31. 気ままにWALKIN'
32. Ho Ho Ho…
33. 好き
34. デスペラード -ならず者-
35. 無頼派
36. 少年のこころ
37. 北街角
38. 最後のラブソング
39. ミッドナイト・シャッフル
40. 愛はひとつ
41. KING and QUEEN
42. 挑戦者
43. 上海慕情
44. あぁ、グッと